# Церковь Богоявления Господня (Поле)
Це́рковь Богоявле́ния Госпо́дня — деревянный православный храм в деревне Поле (Есенское) Онежского района Архангельской области, памятник культовой архитектуры середины XIX века. Кубоватая церковь с пристроенной колокольней, сооружена в 1853 году, отнесена к памятникам архитектуры Архангельской области.

## История
22 ноября 1846 года по неосторожности церковного сторожа сгорели две стоявшие на этом месте церкви Польского прихода с отдельно стоявшей колокольней (дата их постройки неизвестна), составлявшие традиционный для Русского Севера ансамбль-тройник, — тёплая однопрестольная Богородице-Рождественская и холодная двухэтажная трёхпрестольная Богоявленская (в верхнем этаже — приделы Георгиевский и Климентовский). Вместо них была перевезена церковь из села Сырья, но 10 января 1851 года сгорела и она. Существующая Богоявленская церковь тёплая, была построена на средства прихожан и освящена в 1853 году. В 1873 году она была отремонтирована на средства местного крестьянина Ивана Максимовича Попова (1842—1898), обшита тёсом и окрашена белилами. В 1894 году установлена деревянная ограда (не сохранилась). Повторная окраска выполнена в 1900 году, в 1904—1905 годах проведён ремонт и отделка внутренних помещений и убранства.
Церковь закрыта не позже 1930-х годов. По состоянию на 1990 год были утрачены главы церкви и колокольни, местами отсутствовала обшивка; церковь использовалась в качестве склада. С конца 2000-х годов ремонтируется. Осенью 2008 года в храме были проведены ремонт кровли над алтарём и закрытие оконных проёмов. Летом 2010 года вставлены окна, восстановлено крыльцо. Во время субботника по ремонту храма местными жителями в битом кирпиче от печки была найдена икона. В 2011 году отремонтировано крыльцо, в 2014 восстановлена главка над церковью.

## Описание

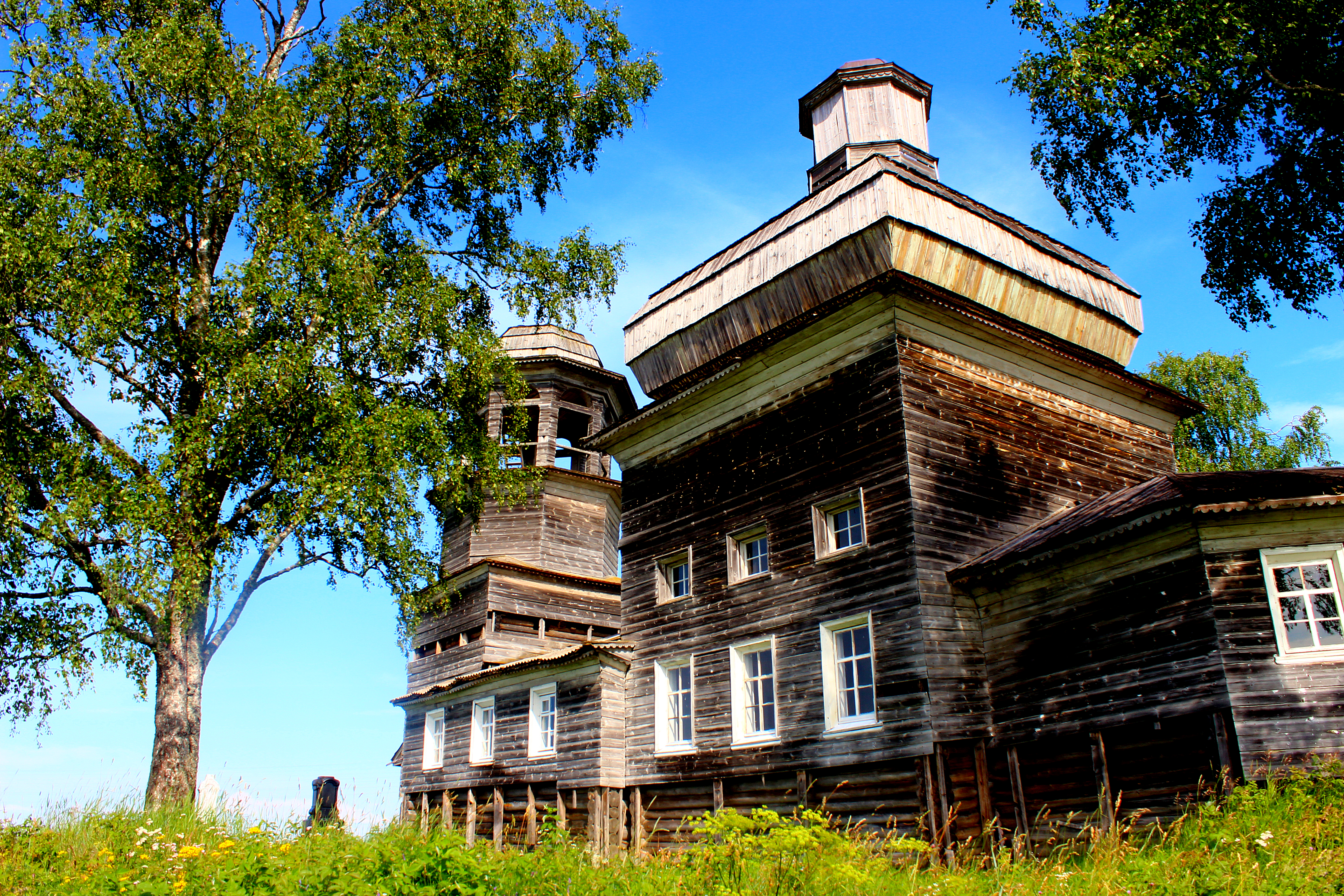
Богоявленская церковь, лето 2013 года, вид со стороны алтарной апсиды с юго-востока

Церковь находится на западной окраине деревни Поле на холме на южном берегу реки Кодина, правого притока Онеги. Состоит из четырёх основных срубов, рубленых «в обло» из брёвен диаметром 25—30 см, стоит на земле. Основной сруб церкви представляет собой двусветный четверик размерами 8,4×8,8 м, перекрытый кубоватой тёсовой кровлей с двумя поставленными друг на друга восьмериками в центре, поддерживающими шею и главку (последние не сохранились, восстановлены после 1990 года). Остальные три сруба — пятигранный алтарь, трапезная и притвор, над которым поставлена колокольня. Пятигранная алтарная апсида имеет длины граней 4,6; 2,0; 2,6; 2,0 и 4,6 м, поднимается до половины нижнего четверика церкви, крыта тёсом на пять скатов. В трапезной был придел Климента, папы Римского; в плане она близка к квадрату (10,6×10,2 м), покрыта шифером на два ската, по высоте одинакова с апсидой; потолок трапезной поддерживают два квадратных столба. Колокольня в плане квадратная (5,6×5,6 м), нижний четверик по высоте составляет 3⁄4 высоты четверика церкви. На четверике колокольни установлен восьмерик, поддерживающий открытый ярус звона; покрытие куполообразное из тесин; барабан и главка к 1990 году были утрачены. Перед входом крытое двухсходное крыльцо (3,2×2,8 м) с фигурными столбами, покрыто тёсом по трём треугольным фронтонам.
Внешняя обшивка — тёсовая, по вертикальным рейкам, без пилястр по выпускам венцов. Карнизы образованы за счёт обивки повалов. Под свесом кровель резные мелкими зубчиками доски.
На окнах профилированные наличники. Два окна нижнего яруса колокольни — прямоугольные с полуциркульными фрамугами. Потолки церкви и трапезной — плоские. Сохранилась солея; иконостас и иконы к 1990 году были утрачены (кроме трёх икон XIX века, найденных в кладовой).